# David Decarme
David Decarme est un acteur et scénariste français né à Meudon (Hauts-de-Seine) le 1er avril 1970.

## Biographie
Son grand-père est un soldat américain d'origine amérindienne.
Diplômé à 18 ans de l'Institut Pédagogique d'Art Chorégraphique de Paris, il devient danseur professionnel.
En 1991 il est remarqué par Bruno Vandelli qui l'intègre dans son Ecole de danse modern' jazz puis dans sa compagnie "No comment".
Il crée ensuite sa propre compagnie, réunissant plusieurs danseuses et danseurs contemporains, apparaît dans des clips musicaux et pose pour des photographes de mode ou artistiques.
De 1996 à 1997, il travail en tant que danseur sur le spectacle "Le bossu de Notre-Dame" à Vidéopolis, à Disneyland Paris.
En 1999 Kamel Ouali, alors jeune chorégraphe, l'engage pour danser notamment avec Barbara Scaff puis avec Arielle Dombasle qui sort son 1er album.
En 2000 le chorégraphe l'engage sur la comédie musicale Les Dix Commandements. Il sera le chef des gardes égyptiens tous les soirs pendant deux saisons au Palais des Sports. Il met alors à profit ce contrat de deux ans pour suivre en parallèle les cours de l'Ecole d'art dramatique Le Sudden Théâtre de Raymond Acquaviva dont il sortira diplômé en 2004.
En 2003 il est engagé sur la comédie musicale Autant en emporte le vent à la fois comme comédien (il joue un des époux de Scarlett) et comme danseur.
Il enchaîne ensuite les pièces de théâtre (Richard III au côté de Bernard Giraudeau), les séries télé (Soaperette dont il est un des acteurs/chanteurs principaux) et ses premiers courts-métrages cinématographiques.
En 2007 Ubisoft le choisit pour incarner le héros de son jeu vidéo Haze, scanne son visage, le forme à la capture de mouvement, et il tourne le spot promotionnel diffusé pour la campagne internationale.
En 2011 il écrit et tourne avec Alban Sapin leur 3e court-métrage OVO qui sera sélectionné et primé dans plusieurs festivals en Europe et aux Etats-Unis.
En 2012 Elsa Lunghini et lui sont les acteurs invités à interpréter les époux Lalande, dans un épisode de Section de recherches.
Depuis 2015 il enseigne aussi le théâtre et l'expression corporelle.

## Spectacles musicaux
- 2000-2002 : Les Dix Commandements, mise en scène Élie Chouraqui, chorég. Kamel Ouali, Palais des Sports, Paris et tournée : danseur
- 2003 : Nuit de Folie, Les Folies Bergère, Paris : danseur interprète
- 2003-2004 : Autant en emporte le vent de Gérard Presgurvic, mise en scène et chorég. Kamel Ouali, Palais des Sports, Paris : Frank Kennedy

## Théâtre

### En tant que scénographe
- 2003 : Macbeth de William Shakespeare, mise en scène Bela Grushka, Théâtre du Sudden, Paris

### En tant que comédien
- 2004 : Le Bourgeois gentilhomme de Molière, mise en scène Raymond Acquaviva, Théâtre du Sudden, Paris : Cléonte
- 2004 : À l’abordage de Emmanuel Ducluzeau, mise en scène Xavier Brousse, Théâtre du Sudden, Paris : Hans
- 2004 : Vue de Koltès, mise en scène Didier Long, Théâtre du Sudden, Paris : Roberto Zucco
- 2004 : Angels in America de Tony Kushner, mise en scène Philippe Calvario, Théâtre du Châtelet, Paris : danseur et l'Ange
- 2005 : Richard III de William Shakespeare, mise en scène Didier Long, La Coursive, La Rochelle : comte Anthony Rivers
- 2006 : Pour Querelle[9] de Jean Genet, mise en scène René Ripert, Théâtre des Béliers parisiens, Paris : Georges Querelle
- 2007-2008 : Devinez qui ? de Sébastien Azzopardi, mise en scène Jacqueline Bœuf, Théâtre Tête d'Or de Lyon et tournée : Anthony Marston
- 2014 : Le camion[10] de Marguerite Duras, mise en scène Carole André, Théâtre du roi René, Paris : Lui

## Filmographie

### En tant qu'acteur

#### Cinéma - Courts métrages
- 2004 : L'audition de Vincent Jouan : un professeur
- 2005 : La leçon de Yiddish : Ariel
- 2007 : Rouge de Alban Sapin : rôle principal
- 2008 : La part des loups de Alban Sapin : rôle principal
- 2012 : OVO de Alban Sapin : Laurent
- 2013 : Andréa de Bruno Gautier : rôle principal[11]
- 2015 : Un jour de plus de Alban Sapin : Gabriel
- 2019 : Behind the glass de Léa Bourdiol : rôle principal
- 2024 : Nexus. de Sam Brosseau et Timothée Lunel : le Président[12]

#### Télévision
- 2004 : Quintet (téléfilm) : rôle secondaire
- 2007 : Soaperette (série) de Gilles Amado : Léon
- 2010 : Scènes de ménages, saison 2 : rôle secondaire[13]
- 2010 : La Nouvelle Blanche-Neige (téléfilm) de Laurent Bénégui : le directeur de services
- 2012 : Le jour où tout a basculé à l'audience, saison 1, épisode 10 Pare-chocs et vieilles dentelles[14] de Sylvain Ginioux : Julien Rivet
- 2012 : Section de recherches, saison 6, épisode 5 Les mailles du filet de Christian Guérinel : Gilles Lalande
- 2016 : J-5, segment Coralie (série) de Anthony Beauvois : Philippe
- 2017 : Petits secrets en famille, saison 1, épisode 38 Famille Moustier[15] de Philippe Dajoux : Pierre

#### Clips
- 1995 : Akhenaton : J'ai pas de face
- 2002 : Donia : À quoi tu joues ?
- 2008 : Sinsemilia : Le retour des cowboys
- 2015 : Clara Néville : Ultra violet
- 2018 : Oaks : Le Japon dans ma chambre

### En tant que scénariste

#### Cinéma - Courts métrages
- 2012 : OVO[16] de Alban Sapin
- 2014 : 1969, le Nid de l'Aigle de Alban Sapin

## Modèle

### Jeux vidéo
- 2007 : Haze par Ubisoft : mannequin, capture motion, scan visage/corps

### Publicités
- 2007 : Haze pour Ubisoft
- 2010 : Vie de chien pour Universal Music Mobile

## Distinctions
- Disturb Awards 2013 : prix d'interprétation masculine pour OVO
- Festival du film Maudit 2015 : prix d'interprétation masculine pour Un jour de plus